# سوبوتیتسا، سویلایناتس
سوبوتیتسا (صربی: Subotica}} یک منطقهٔ مسکونی در صربستان است که در Svilajnac واقع شده‌است.
 سوبوتیتسا  ۷۵۷ نفر جمعیت دارد.